# Nghi Thu
Nghi Thu là một phường thuộc thành phố Vinh, tỉnh Nghệ An, Việt Nam.
Website: https://nghithu.cualo.nghean.gov.vn/

## Địa lý

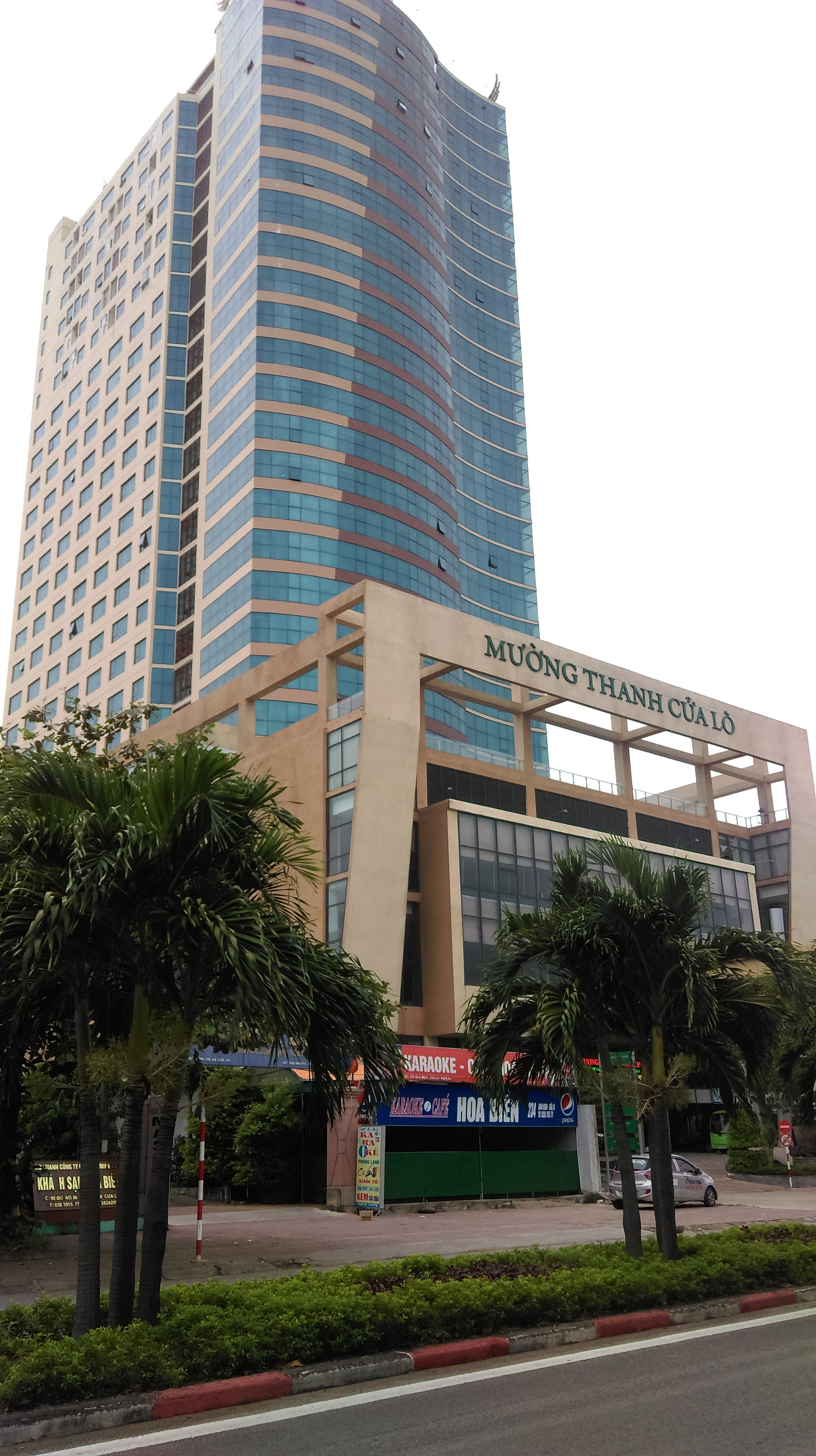
Khách sạn dọc biển Cửa Lò

Phường Nghi Thu có vị trí địa lý: 
- Phía đông giáp biển Đông
- Phía tây giáp huyện Nghi Lộc
- Phía nam giáp phường Nghi Hương và huyện Nghi Lộc
- Phía bắc giáp huyện Nghi Lộc và phường Thu Thủy.

Phường Nghi Thu có diện tích 3,17 km², dân số năm 2010 là 6.125 người, mật độ dân số đạt 1.932 người/km².

## Lịch sử
Trước đây, xã Nghi Thu thuộc huyện Nghi Lộc.
Ngày 29 tháng 8 năm 1994, Chính phủ ban hành Nghị định 113-CP năm 1994 về việc thành lập thị xã Cửa Lò thuộc tỉnh Nghệ An thì xã Nghi Thu thuộc thị xã Cửa Lò.
Ngày 30 tháng 9 năm 2010, Chính phủ ban hành Nghị quyết 38/NQ-CP năm 2010 thành lập các phường: Nghi Hương, Nghi Thu thuộc thị xã Cửa Lò, tỉnh Nghệ An.
 Theo đó, thành lập phường Nghi Thu thuộc thị xã Cửa Lò trên cơ sở toàn bộ 317,21 ha diện tích tự nhiên và 6.125 nhân khẩu của xã Nghi Thu.
Phường Nghi Thu có 317,21 ha diện tích tự nhiên và 6.125 nhân khẩu.